# Julia Vargas-Weise
Julia Vargas-Weise (Cochabamba, Bolivia 1942-Barcelona, España, 1 de abril de 2018), fue una fotógrafa, guionista, educadora y directora de cine boliviana. Se formó profesionalmente en la Ecole des Arts et Métiers en Vevey, Suiza. Fue conocida por ser la primera mujer fotógrafa profesional de Bolivia.

## Filmografía
- Esito sería... (2004)
- Patricia, una vez basta (2006)
- Carga sellada (2015), precandidata a mejor película extranjera en los premios Óscar

## Premios
- Premio Aporte al Cine y al Audiovisual Boliviano (2017)[3] en el 17.º Festival Internacional de Cine Santa Cruz (Fenavid)